# «Тобаго» меняет курс
«„Тобаго“ меняет курс» (латыш. «Tobago» maina kursu), СССР, 1965 — художественный фильм, детектив. По мотивам одноимённой повести Гунара Цирулиса и Анатола Имерманиса. Повесть основана на реальных событиях, происходивших с грузовым теплоходом «Герцог Екаб».

## Сюжет
Действие фильма происходит в 1940 году, накануне смены власти в Латвии. На борту судна, вышедшего в море, находится его владелец, он решает переправить принадлежащую ему собственность в надёжное место. Бдительные матросы не дают ему осуществить задуманное и возвращают судно на родину, теперь уже советскую.

## В ролях
- Гунар Цилинский — Дрезинь
- Инесса Скурбе — Валия
- Карлис Себрис — Квиесис
- Эве Киви — Алиса
- Янис Грантиньш — Вилсонс
- Волдемар Зандберг — Свадруп
- Луйс Шмитс — Цепуритис
- Улдис Пуцитис — Галениекс
- Леонс Криванс — Артур
- Эгонс Бесерис — боцман
- Александр Лембергс — Ландманис
- Михаил Кублинскис — Аугуст
- Улдис Думпис — штурман Нордекис

## Съёмочная группа
- Режиссёр: Александр Лейманис
- Авторы сценария: Михаил Блейман, Анатол Имерманис, Гунар Цирулис
- Оператор: Марис Рудзитис
- Художник: Виктор Шильдкнехт
- Композитор: Гедертс Раманс